# Inspekcja Robotniczo-Chłopska
Inspekcja Robotniczo-Chłopska, zwyczajowo IRCHa lub Ircha – organ kontrolny powołany w roku 1984 w PRL przez PZPR. 
Sekretariat Komitetu Centralnego PZPR powołał 2 listopada 1983 roku specjalny Zespół ds. Systemu Kontroli w Państwie. Opracowana wstępnie koncepcja IRCh-y została następnie poddana dyskusji w Biurze Politycznym i Komitecie Centralnym partii. Decyzja o powołaniu nowego organu kontroli zapadła 22 grudnia 1984 roku. 
Jej głównym zadaniem była walka z tzw. spekulacją towarem. Organy inspekcji funkcjonowały przy komitetach terenowych PZPR. Obsadzanie stanowisk przedstawicielami robotników i chłopów miało na celu wykreowanie pozytywnego wydźwięku wśród społeczeństwa. W rzeczywistości wielu przedstawicieli inspekcji rekrutowało się spośród aparatczyków PZPR, emerytów MO i Sił Zbrojnych PRL.
W latach 80. XX wieku spekulanci byli obwiniani za powszechne niedobory towaru. Spekulantów wyłapywano, piętnowano w mediach, skazywano w procesach pokazowych. Początkowy entuzjazm społeczeństwa przygasł jednak, gdy okazało się, że półki sklepowe są nadal puste. Po 1989 inspekcja straciła rację bytu i przestała istnieć.